# Sae (Rägavere)
Sae – wieś w Estonii, w prowincji Virumaa Zachodnia, w gminie Rägavere.